# Crèche génoise

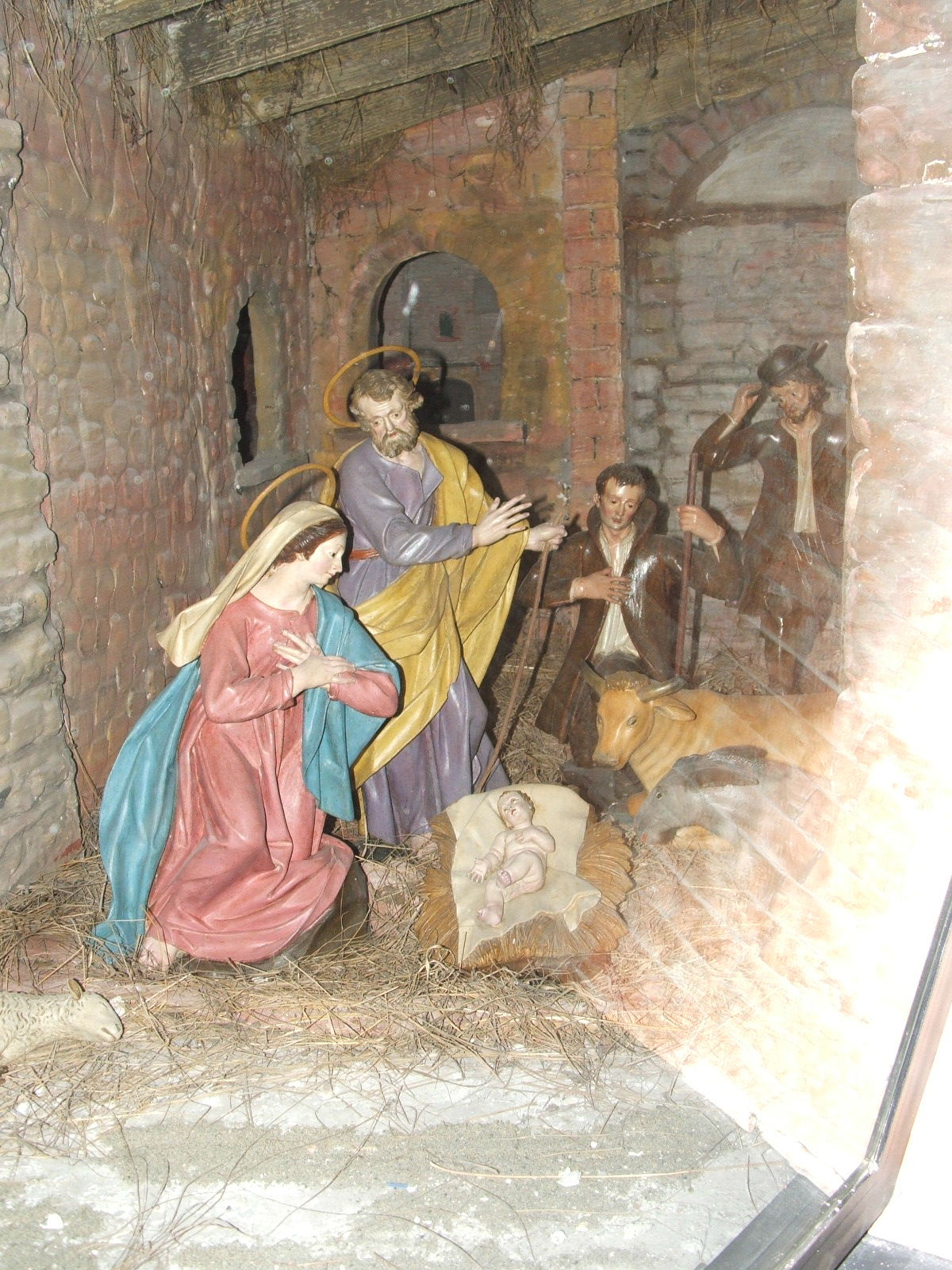
La nativité représentée dans la crèche du.

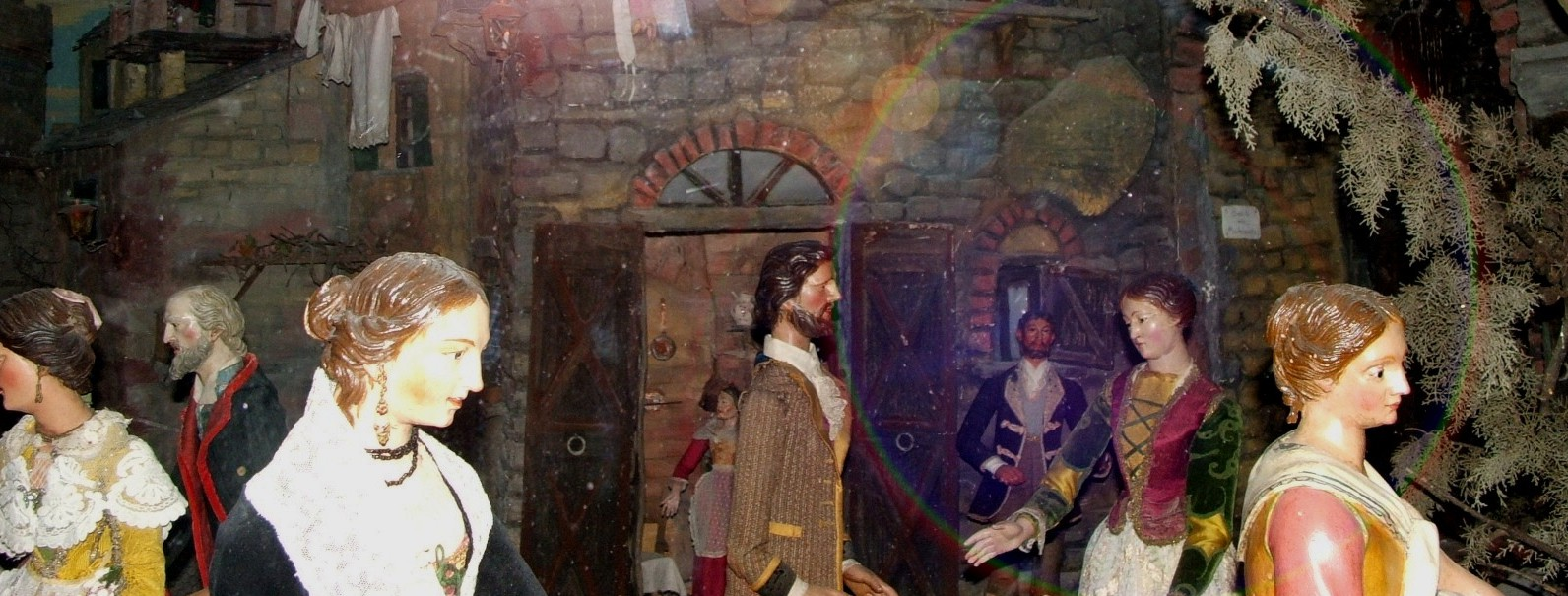

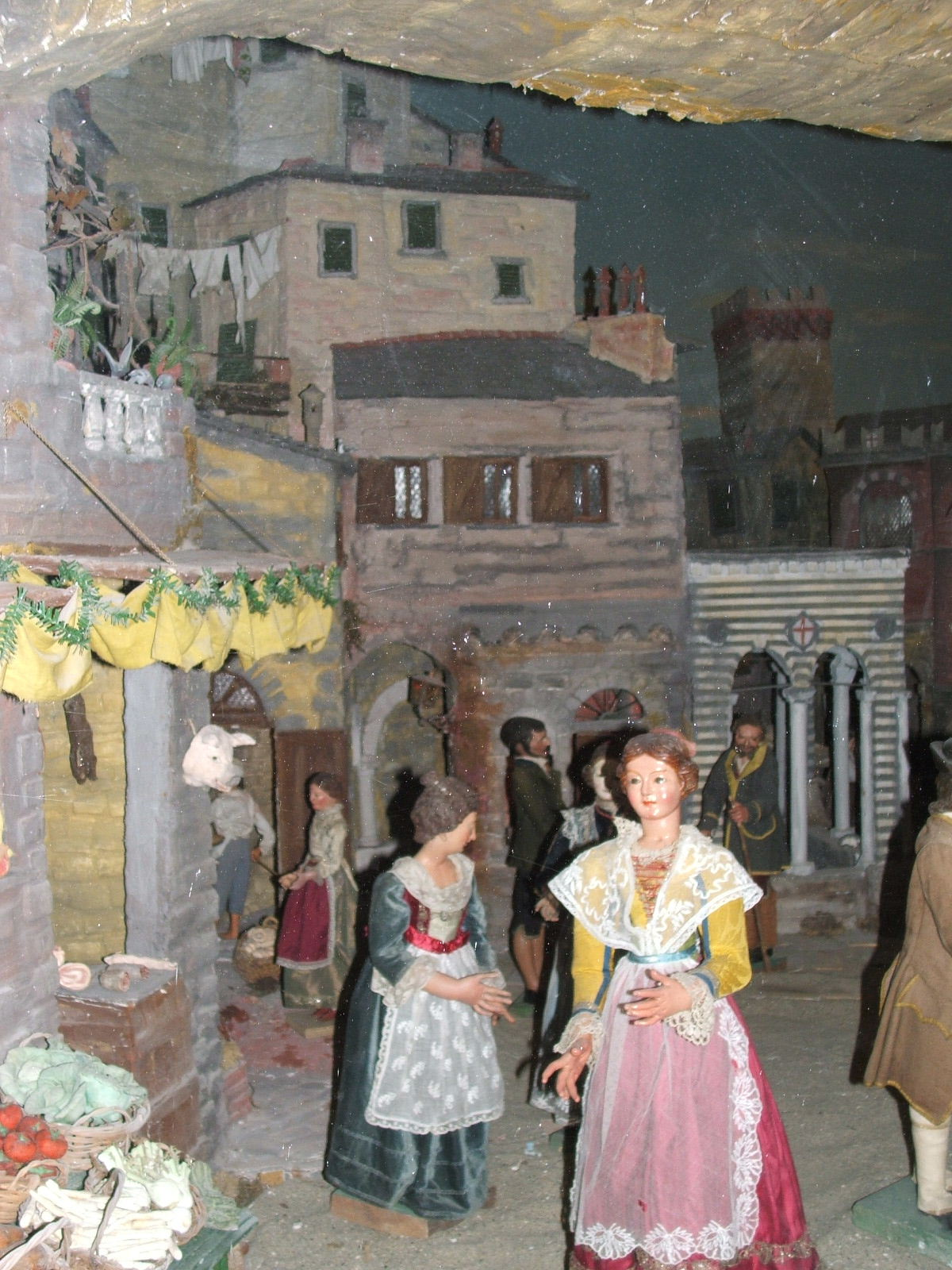
Santons de la crèche du sanctuaire de la Madonetta; beaucoup d'entre eux proviennent de l'École de Maragliano.

La crèche génoise (en italien : presepe genovese) est une tradition artisanale de la représentation de la Nativité qui se perpétue durant la période de Noël dans la province et la ville de Gênes.
Moins connue que la crèche napolitaine, elle connaît aussi son âge d'or au XVIIIe siècle et se distingue principalement par une production de santons en bois.

## Histoire
Dans le chef-lieu ligure, la représentation historique de la nativité nous est connue grâce à des notices du XVIIe siècle relatant l'activité d'une compagnie du Santo Presepio à l'église Santa Maria di Castello ainsi que la commande de figurines en bois destinées à l'église San Giorgio (it) exécutées par le sculpteur Matteo Castellino.
La crèche génoise connaît son apogée au siècle suivant avec la reproduction de la grotte de Bethléem et de tous ses personnages. Cependant, il difficile de dater son usage chez les particuliers; et c'est seulement à partir de la deuxième moitié du XVIIIe siècle, que probablement la tradition de la crèche se diffusa - des confraternités religieuses vers les familles patriciennes - créant, ainsi, de nombreux ateliers spécialisés dans la sculpture de statuettes en bois. Les sculpteurs génois de l'époque se spécialisèrent en deux typologies de santons : les santons de bois sculptés en ronde-bosse entièrement peints, et les santons de bois décorés et revêtus d'habits de tissus.

## Sanctuaire de la Madonnetta
À Gênes, certaines crèches restent aménagées en permanence et sont visitables toute l'année.
La plus spectaculaire et populaire – à scène fixe et décorée par des santons de l'École d'Anton Maria Maragliano (it) (1664-1739) dont l'atelier fut parmi les plus renommés – se trouve abritée au sanctuaire de la Madonnetta (it). La crèche se présente - sur une superficie d'environ cent mètres carrés - en cinq tableaux : l'ensemble très scénographique, outre les personnages en habits d'époque, reproduit en trois tableaux le centre historique de Gênes avec ses palais, églises et ruelles typiques. Les deux autres tableaux, placés latéralement, représentent, à gauche, un paysage de campagne, et à droite une vue de Jérusalem.
Le Museo Giannettino Luxoro  rassemble également une collection permanente d'environ 350 pièces du XVIIIe siècle génois. La collection comprend aussi un noyau de santons napolitains du même siècle ainsi qu'une crèche en carton peint.

## Programme annuel
Sous le nom de  Il tempo dei Presepi (le temps des crèches) se déroule durant les fêtes de Noël - et sous l'égide, de l'administration provinciale et communale - un programme de manifestations qui a pour vocation de promouvoir la riche tradition de la crèche génoise au travers de nombreuses expositions thématiques dans divers monuments de la ville parmi lesquels; la Galleria di Palazzo Rosso qui reconstitue une crèche très théâtrale, animée de santons du XVIIIe siècle, appartenant aux collections municipales, dans la tradition des grandes crèches installées à l'époque par les Brignole-Sale au palazzo Rosso; le musée de l'Accademia ligustica di Belle Arti expose une petite crèche sculptée dans de l'ivoire, œuvre de Johann Baptist Cetto (1671 environ - 1738) tandis que le museo dei Beni Culturali Cappuccini, outre le cortège des rois mages d'Anton Maria Maragliano, dévoile une grandiose crèche biblique animée, œuvre de Franco Cuti, avec 150 personnages en mouvement. Admirable, aussi, est l'important groupe en marbre représentant la Sainte Famille et l’Adoration des bergers et des mages exposé au duomo di San Lorenzo...